# Обухова, Клавдия Николаевна
Клавдия Николаевна Обухова — советская хозяйственная, государственная и политическая деятельница, Герой Социалистического Труда.

## Биография
Родилась в 1904 году в Великом Устюге. Член ВКП(б).
Выпускница 2-го Ленинградского медицинского института. С 1934 года — на хозяйственной, общественной и политической работе. В 1934—1968 гг. — врач в Гордеевской районной больнице Орловской области, в Красноярской участковой больнице Волгоградской области, главный врач сельской участковой больницы Старополтавского района Волгоградской области.
Указом Президиума Верховного Совета СССР от 4 февраля 1969 года присвоено звание Героя Социалистического Труда с вручением ордена Ленина и золотой медали «Серп и Молот».
Избиралась депутатом Верховного Совета РСФСР 3-го созыва.
На пенсию ушла в 1983 году в возрасте 79 лет.
Умерла в 2000 году. Похоронена на кладбище села Красный Яр Старополтавского района Волгоградской области.
6 сентября 2002 года была установлена мемориальная доска и больнице было присвоено её имя.